# Дерюгін Микола Олександрович
Дерюгін Микола Олександрович (30 квітня 1959) — радянський баскетболіст.
Бронзовий призер Олімпійських Ігор 1980 року.